# Ganasche

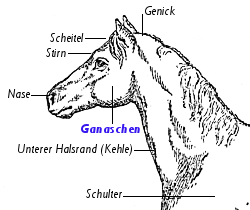
Ganasche im Sinne der Regio masseterica

Als Ganasche (von griechisch gnathos mit der Bedeutung „Kinnlade“ bzw. „-backe“ bzw. französisch la ganache) bezeichnet man beim Pferd den halbrunden hinteren Bereich zwischen  Unterkieferast und Rand des Atlasflügels begrenzt. Dieser Raum entspricht anatomisch der Fossa retromandibularis und wird von der Ohrspeicheldrüse ausgefüllt. Mitunter wird mit dem Begriff „Ganasche“ auch die seitlich hintere Unterkieferregion, also das Gebiet des Musculus masseter (Regio masseterica) bezeichnet. Der Abstand zwischen beiden Unterkieferkörpern in der Kehle wird als Ganaschenfreiheit bezeichnet.
Als Ganaschenzwang bezeichnet man im Reitsport ein abnormes Verhalten beim Herabnehmen und seitlichen Beugen des Halses. Dabei gehorcht das Pferd durch eine steife Kopfhaltung nicht der Führung durch die Zügel. Dies kann entweder anatomisch durch mangelnde Beweglichkeit infolger breiter Ganaschen und kurzem Hals bedingt sein, aber auch durch eine mangelnde Unterordnung des Pferdes. Schlecht zugerittene Pferde können trotz guter anatomischer Voraussetzungen versuchen, den Hals steif zu halten. Dieser Fehler kann durch erfahrene Reiter in der Regel behoben werden.